# Lepthyphantes tenebricola
Lepthyphantes tenebricola là một loài nhện trong họ Linyphiidae. Loài này sống chủ yếu ở Vương quốc Anh, tuy nhiên một số cũng có mặt ở châu Âu.
Loài này thuộc chi Lepthyphantes. Lepthyphantes tenebricola được miêu tả năm 1834 bởi Wider.